# Línguas ianomâmis

Localização das línguas Yanomami.
Yanonami [guu]
Ninam [shb]
Yanomam [wca]
Sanöma [xsu]
Ỹaroamë [yro]

Ianomâmi ou yanomami é uma família linguística sul-americana que congrega línguas indígenas faladas em regiões ao noroeste brasileiro (nos estados de Roraima e Amazonas) e na Venezuela austral.

## Línguas
Há seis línguas da família Yanomami (Ferreira 2019: 31-32):
- Yanonami - oeste (principalmente na Venezuela)
- Yanomam - central (principalmente no Brasil)
- Sanöma - norte e noroeste (principalmente na Venezuela)
- Ninam - este e nordeste (na Venezuela e no Brasil)
- Ỹaroamë - sudeste (somente no Brasil)
- Yãnoma - sudeste (somente no Brasil)

## Demografia no Brasil
Línguas da família Yanomami no Brasil (Ferreira 2019: 33):
| Língua                                  | Glottocode | ISO 639-3 | População |
| --------------------------------------- | ---------- | --------- | --------- |
| Yanonamɨ / Yanonami                     | yano1261   | guu       | 8.691     |
| Yanomam / Yanomae / Yanomama / Yanomami | yano1262   | wca       | 11.741    |
| Sanöma                                  | sano1240   | xsu       | 3.164     |
| Ninam                                   | nina1238   | shb       | 1.674     |
| Ỹaroamë                                 | yaro1235   | yro       | 359       |
| Yãnoma                                  | yano1269   | -         | 178       |

Dialetos da família Yanomami no Brasil (Ferreira 2019: 33):
| Língua   | Dialeto                                   | Regiões                                                                                        | População |
| -------- | ----------------------------------------- | ---------------------------------------------------------------------------------------------- | --------- |
| Yanonamɨ | Yanomamɨ das Serras                       | Xitei (comunidades: Simoko, Putha, Rasimu, Wanakɨkɨ, Ketaa) e Surucucu (comunidade de Kataroa) | 333       |
| Yanomamɨ | Yanomamɨ do Oeste / Yanonami              | Marauiá, Maturacá, Bicho‐Açu, Marari, Ajuricaba, Maiá, Inambu                                  | 6.773     |
| Yanomamɨ | Yanomamɨ do Médio Negro                   | Padauiri, Parawaú                                                                              | 1.585     |
| Yanomam  | Yanomae / Yanomam das Baixadas            | Demini, Toototopi, Missão Catrimani, Novo Demini                                               | 2.273     |
| Yanomam  | Yanomama / Yanomami das Serras Sul        | Xitei, Homoxi, Haxiú, Papiú, Kayanaú, Alto Catrimani, Palimiú                                  | 5.672     |
| Yanomam  | Yanomami das Serras Central               | Surucucu e Arathaú                                                                             | 1.364     |
| Yanomam  | Yanomam das Serras Norte                  | Parafuri, Waputha e comunidade de Polasai / Polapi (Awaris)                                    | 2.437     |
| Sanöma   | Sanöma de Awaris                          | Awaris                                                                                         | 2.955     |
| Sanöma   | Sanöma de Aracaçá                         | comunidade de Aracaçá                                                                          | 29        |
| Sanöma   | Sanöma de Hokomawä                        | comunidade de Hokomawä                                                                         | 180       |
| Ninam    | Ninam do Norte / Xiriana / Ninam do Ericó | Ericó e Saúba                                                                                  | 673       |
| Ninam    | Ninam do Sul / Ninam do Mucajaí           | Alto Mucajaí e Baixo Mucajaí                                                                   | 862       |
| Ninam    | Ninam Central / Ninam do Uraricoera       | Uraricoera                                                                                     | 139       |
| Ỹaroamë  | Ỹaroamë da Serra (Opiki)                  | Serra do Pacu (Missão Catrimani)                                                               | 143       |
| Ỹaroamë  | Ỹaroamë da Baixada (Yawaripë)             | Ajarani, Apiaú                                                                                 | 216       |
| Yãnoma   | Yãnoma do Baixo Catrimani                 | Baixo Catrimani, Missão Catrimani (comunidade de Rasasi)                                       | 178       |

## Vocabulário
Alguns nomes de plantas e animais na línguas Yanomami (Ferreira 2019: 123):
| Português         | Sanöma   | Ninam do Sul | Ỹaroamë  | Yanomamɨ | Yanomam  | Proto-Yanomami (preliminar) |
| ----------------- | -------- | ------------ | -------- | -------- | -------- | --------------------------- |
| anta              | sama     | xama         | xama     | xamã     | xama     | **xama                      |
| beija-flor        | teso     | texo         | rixo     | tẽxõ     | tixo     | **texo                      |
| pium              | potoma   | kayõ         | ukuxi    | pareto   | ukuxi    |                             |
| cachorro          | pole     | okolo        | pëtaxi   | hĩĩmã    | hiima    |                             |
| capivara          | kasu     | kayu         | kãỹa     | kayuri   | kãi      | **kayu                      |
| caranguejo        | õko      | oko          | oko      | oko      | oko      | **oko                       |
| cotia             | thomö    | thomi        | tomë     | tomɨ     | thomɨ    | **thomɨ                     |
| cujubim           | manasi   | malãxi       | maraxi   | maraxi   | maraxi   | **maraxi                    |
| saúva             | kusiãka  | koyi         | koye     | koye     | koyo     | **koye                      |
| tucandeira        | sio      | xio          | xio      | xihõ     | xiho     | **xiho                      |
| galinha           | kalakaa  | kalaka       | karaka   | kakara   | karaka   | **karaka                    |
| gavião            | kokoi    | kokoyõma     | wakawë   | moxi     | wakoa    |                             |
| guariba           | ilo      | ilo          | iro      | iro      | iro      | **iro                       |
| irara             | wali     | hoali        | owari    | howari   | hoari    | **howari                    |
| jacu              | kulemö   | kulemi       | kuremë   | kuremɨ   | kurema   | **kuremɨ                    |
| cairara           | wasi     | yalimi       | ỹarimë   | howaxi   | yarima   |                             |
| macaco-aranha     | paso     | paxo         | paxo     | paxo     | paxo     | **paxo                      |
| mosca             | motosila | lõo          | poroma   | mõomoõ   | motoxiri |                             |
| mutum             | paluli   | paali        | paaru    | paruri   | paari    | **paari                     |
| japu              | kolia    | koli         | kori     | xiãpo    | koria    |                             |
| nambu             | hãsimo   | haximo       | hãximo   | haximo   | haxima   | **haximo                    |
| onça              | öla      | tuhu         | rii      | ɨra      | tɨhɨ     |                             |
| preguiça          | simö     | xumu         | yawere   | ĩhama    | xɨmɨ     |                             |
| paca              | amotha   | amotha       | amota    | amota    | amatha   | **amotha                    |
| pacu              | pokosi   | waitau       | paki     | mãrõhã   | paku     |                             |
| piolho            | noma     | noma         | noma     | noma     | noma     | **noma                      |
| carapanã          | ukusili  | potoma       | kãya     | ukuxi    | rẽa      |                             |
| queixada          | walä     | wale         | warë     | warë     | warë     | **warë                      |
| rato              | tholopo  | tholopo      | pahõ     | toropo   | paho     |                             |
| sapo              | soso     | poplamo      | poromoko | yoyo     | yoyo     |                             |
| tamanduá-bandeira | täpä     | tepe         | rëpë     | tëpë     | tëpë     | **tëpë                      |
| tatu              | opo      | oposi        | marẽa    | opo      | opo      | **opo                       |
| tatu-canastra     | waka     | waka         | waka     | waka     | waka     | **waka                      |
| tucano            | masupö   | mayopi       | mayopë   | mayepɨ   | mayapa   | **mayVpɨ                    |
| urubu             | watupa   | watupa       | warupa   | watupa   | watupa   | **watupa                    |
| veado-mateiro     | hasa     | haya         | aya      | haya     | haya     | **haya                      |

Nomes de outros animais e plantas:
| Português      | Sanöma       | Ninam               | Ỹaroamë               | Yanomamɨ           | Yanomam                 | Yãnoma    | Proto-Yanomami (preliminar) |
| -------------- | ------------ | ------------------- | --------------------- | ------------------ | ----------------------- | --------- | --------------------------- |
| abelha         | puuna        | kastaliana          | imorona               | puu kë na          | puu na                  | puna      | **puu na                    |
| abelha (sp.)   | himoto       | himothona           | imoɾona               | himoto             | himotona                |           | **himoto                    |
| açaí           | mai mo       | mai ma              |                       | mai ke mo          | mai ma/mo               |           | **mai ma/mo                 |
| arara          | ala          | ala/aɾa             | aɾaxi ~ [alaʃi]       | aɾa ~ [ala]        | ala ~ [aɾa]             |           | **ara                       |
| arara          | ala a        | aɾasi               | aɾa xi                | aɾa                | ala a                   |           | **ara                       |
| arraia         | samano       | ɲamalo              | ɲamaɾo                |                    | jãmala aka [ɲamala aka] |           |                             |
| buriti         | kui ã        | kui ki              | hĩo kõikɨ             | etewexi (< Arawak) | kui si                  | hĩo kõiki | **kui (ki)                  |
| buritizeiro    | kui sö       | kui si              | hiõ koixi             |                    | kui si                  |           | **kui (si)                  |
| cacaueiro      | masa unai ti | lolo nahi           | poro nahi             | pohoroa hi         | poroa unahi             |           | **poro-                     |
| cajueiro       | olusi ti     | oroxi hi            | purumë hi             | wito hi            | oruxi hi                |           |                             |
| calango        | wajma kɨkɨ   | maj atʰo            | majma                 | faɾajma ãto        | wajma aka               |           | **wajma                     |
| cana-de-açúcar | puu ösö      | ʧakoj               | puu uxu               | puu ke si          | puu usi                 |           | **puu-                      |
| cobra          | olɨkɨkɨ      | oliki/oɾiki         | oɾiki ~ [oliki]       | oɾɨkɨ ~ [olɨkɨ]    | olukɨkɨ ~ [oɾukɨkɨ]     |           | **oriki                     |
| cobra          | olu kökö     | oɾɨ kɨ              | oɾi ki                | oru kë kɨ          | olu kuku                |           | **oru (kɨ)                  |
| cogumelo       | anaamopɨ     |                     | aɾaamoki ~ [alaamoki] |                    | aɾaamoku ~ [aɾaamoku]   |           | **araamo(kɨ)                |
| cupim          | ãnepo        | ãlem koxi           | aɾepo ko              | ãɾepo keko         | ãlepa koko              |           | **ãrepo                     |
| cuxiú          | wisa         | wĩsãhena            |                       | wĩʃa               | wĩʃa                    |           | **wisa                      |
| embaúba        | tokoli       | tokolihi            | rikoli                | tokoɾi             | tokoli                  |           | **tokoli                    |
| escorpião      |              | tʰõhi               | tũhũ                  | sũhi               | sĩhi                    |           | **t/sũhi                    |
| jaboti         | totoli       | yãpohlipe (< Karib) | korori                | totori             | totori                  | totori    | **totori                    |
| jacaré         | Iwatʰamɨ     | weli                | wiɾi                  | iwa                | iwa                     |           | **iwa                       |
| macaxeira      | walämo ko    | hakla koki          | naxi ko               | naxi ke ko         | naxo koko               |           |                             |
| milho          | sini mo      | ɲono mok            | ɲulu moki             | jõno mokɨ          | jãno muku               |           |                             |
| milho          | Sini mo      | lulu mo             | ỹurũ mo               | yono ke mo         | yãno mo                 |           |                             |
| minhoca        | oolema       | kökö                | Ikoroma Xikɨ          | Hoɾema ki          | ooɾema kë kɨ            |           | **(h)orema                  |
| mucura         |              | nalo                |                       | nalo               | nala                    |           | **nalo                      |
| pupunha        | lasa         | laʃa/ɾaʃa           | ɾixa ~ [lixa]         | ɾaʃa ~ [laʃa]      | laʃa ~ [ɾaʃa]           |           | **laʃa                      |
| pupunheira     | lasa sö      | raxa si             | rɨxa xi               | raxa si            | rasa si                 |           | **rasa si                   |
| quati          | salusi       | ʧaləʃəna            | ʧaluxe                | jaluʃe             | jaluʃə                  |           | **ʧaluse                    |
| tabaco         | piini        | piinahi             | pinaiki               | pẽe                | pẽe nehe                | paa ne    | **pee                       |
| tabaco         | pii ni       | pii nahi            | pi nai                | pẽe ke nahe        | pẽe nehe                |           | **pee nahe                  |
| taioba         | oina mo      | ula mo              | arua mo               | ohina ke mo        | aria mo                 |           |                             |
| urucum         | nana a       | nalãxiki            | narãxiki              | nara xi kɨ         | narã xi                 | narã xi   | **narã (xi)                 |
| urucum         | nana         | nalaʃi              | maɾasi ~ [nalaʃi]     | naɾaʃi ~ [nalaʃi]  | nalaʃi ~ [naɾaʃi]       |           | **naraʃi                    |

Os partes do corpo (merônimos) (Ferreira 2019: 122):
| Português | Sanöma (Kolulu) | Yanomamɨ do Oeste (Marauiá / Raita) | Yanomama das Serras Sul (Papiú) | Ninam do Norte (Ericó) | Ỹaroamë (Serra do Pacu) | Proto-Yanomami (preliminar) |
| --------- | --------------- | ----------------------------------- | ------------------------------- | ---------------------- | ----------------------- | --------------------------- |
| lábio     | pili a kasö     | pei huxo                            | pei husipë                      | pi kasikɨ              | pëi kaxi                |                             |
| boca      | pili a kai      | pei kahi kɨ                         | pei kahikɨ                      | pi kahikɨ              | pëi kãhĩkĩ              | **kahi                      |
| cabeça    | pili a hee      | pei ke he                           | pei he                          | pere he                | pëi he                  | **he                        |
| cabelo    | pili a henuku   | pei hena kɨ                         | pei hwãitakɨ                    | pi hĩĩthakɨ            | pëi hẽi taki            |                             |
| coração   | pili a koso     | pei tëko                            | pei maxokopë                    | pi maxiap              | pëi maxikopë            |                             |
| costas    | pili a hõo      | pei yaipë                           | pei yãëpɨkɨ                     | pi txaɨp               | pëi yaupë               |                             |
| dente     | pili a naköpö   | pei nakɨ                            | pei nakɨ                        | pi nakɨ                | pëi na                  | **nakɨ                      |
| fígado    | pili a amuku    | pei amokɨ                           | pei amuku                       | pi amokɨ               | pëi ãmoki               | **amokɨ                     |
| joelho    | pili a maikoko  | pei maheko                          | pei maheko                      | pi mah kokɨ            | pëi maheko              | **maheko                    |
| língua    | pili a ãka      | pei aka                             | pei aka                         | pi aka                 | pëi aka                 | **aka                       |
| mão       | pili a ami      | pei imɨkɨ                           | pei imi                         | piɨ̃t hakɨ              | pëi imëki               | **imi(kɨ)                   |
| nariz     | pili a hĩsoka   | pei huxipë                          | pei hũkã                        | pi hɨ̃kakɨ              | pëi hũxĩki              | **hũka                      |
| olho      | pili a mamo     | pei mamo                            | pei mamo                        | pi mamo                | pëi mamo                | **mamo                      |
| ombro     | pili a hãko     | pei hako                            | pei hakarakɨ                    | pi hakkrakɨ            | pëi hasi                |                             |
| orelha    | pili a sömöka   | pei yɨmɨkakɨ                        | pei yãmaka                      | pi yomkakɨ             | pëi ỹëmëka              |                             |
| ovo       | pilitete        | pei natekɨ                          | pei nathë                       | pi thethe              | pëi të nate             | **nate                      |
| pé        | pili a mata     | pei mamikɨ                          | pei mahũp                       | pi mahɨ                | pëi mahũku              | **mahũ                      |
| pele      | pili a ösö      | pei tesikɨ                          | pei sikɨ                        | pirisi                 | pëi xi                  |                             |
| perna     | pili a tisina   | pei mata                            | pei matha                       | pi mahkop              | pëi wako                |                             |
| pescoço   | pili a olai     | pei orahitë                         | pei uremësi                     | pi õrãmĩhĩ             | pëi orokopë             | **ora-                      |
| queixo    | pili a wölösö   | pei wërɨna                          | pei kutupë                      | pi naãr                | pëi kahikipëpi          |                             |
| seio      | pili a paluku   | suhe upë                            | pei suhu upë                    | thɨ ɨpë                | pëi tuhuupë             | **-upë                      |
| testa     | pili a hũko     | pei huko                            | pei huko                        | pi hɨ̃kõm               | pëi heko                | **huko                      |
| tripa     | pili a isiki    | pei xikɨ                            | pei xitohapë                    | pi xikɨ                | pëi xiki                | **xikɨ                      |
| unha      | pili a nasö     | pei imisi kɨ                        | pei nahasi                      | pi namhɨ̃s              | pëi tamoxi              |                             |

Comparação lexical de vocabulário básico (Rodrigues 1986):
| Português    | Yanomámi | Yanomám | Ninám   | Sanumá  | Proto-Yanomami (preliminar) |
| ------------ | -------- | ------- | ------- | ------- | --------------------------- |
| cabeça       | he       | fe      | he      | he      | **he                        |
| olho         | mamo     | mamo    | mamo    | mamo    | **mamo                      |
| boca         | kahiky   | kafik   | kahik   | kai     | **kahik                     |
| dente        | na       | na      | nak     | na      | **na                        |
| língua       | aka      | aka     | aka     | aka     | **aka                       |
| braço        | poko     | poko    | poko    | poko    | **poko                      |
| mão          | ikyky    | imik    | ĩthak   | matha   |                             |
| pé           | mamiky   | mafuk   | mãhe    | ami     |                             |
| joelho       | maheko   | mafeko  | mahekok | maeko   | **maheko                    |
| tucano       | maiopy   | maiup   | matxop  | matsupy |                             |
| anta         | xama     | xama    | xama    | tsama   | **xama                      |
| tatu         | opo      | opo     | oposi   | opo     | **opo                       |
| abelha       | himoto   | himoto  | himoto  | himoto  | **himoto                    |
| mosca        | mroo     | mroro   | rõo     | moo     |                             |
| presente     | nomrai   | nomai   | norãi   | noamai  |                             |
| amigo        | nohi     | nofi    | nohi    | noi     | **nohi                      |
| rapaz        | húia     | fíia    | hytxa   | hitsa   |                             |
| quente       | iopri    | iopi    | txori   | tsopi   |                             |
| vazio        | proke    | proke   | roke    | poke    | **proke                     |
| sujo         | xami     | xami    | xami    | tsami   | **xami                      |
| longe        | prahawâ  | praha   | rahami  | paa     | **praha                     |
| abanar       | iahuha   | iafufa  | txahyha | tsauha  |                             |
| cortar carne | hany     | hany    | hany    | hany    | **hany                      |
| derramar     | rypra    | rupra   | ryra    | lypa    | **rypra                     |
| lavar        | iaru     | iaru    | txary   | tsalu   | **iaru                      |
| fazer        | pra      | pra     | ra      | pa      | **pra                       |

## Reconstrução
Reconstrução do Proto-Yanomami (Jolkesky 2016):
| glosa          | Proto-Yanomami |
| -------------- | -------------- |
| 3.S (ele, ela) | *pe-           |
| águia          | *kokoi-        |
| aldeia         | *jãno          |
| árvore         | *ulihi         |
| bicho-de-pé    | *hihu          |
| cabeça         | *he            |
| chuva          | *maː           |
| comer          | *ija           |
| costas         | *huma-         |
| cutia          | *tʰomɨ         |
| flecha         | *ʃiʔika        |
| floresta       | *ulihi         |
| fumaça         | *ʃi            |
| gente          | *ʧanɨma        |
| imperativo     | *ta            |
| ir             | *hu            |
| labio          | *kasi          |
| língua         | *aka           |
| madeira        | *hiː           |
| mandioca       | *naʃi          |
| moça           | *moko          |
| mulher         | *tʰuwɨ-dɨ      |
| ombro          | *hako          |
| pai            | *ha            |
| sangue         | *mimi          |

## Comparações lexicais
Algumas semelhanças lexicais entre o yanomami e o proto-kak:
| Português  | Yanomami              | Proto-Kak  | Kakwa               |
| ---------- | --------------------- | ---------- | ------------------- |
| ele/ela    | mihi                  | *bĩ- ‘ela’ |                     |
| ele/ela    | a-                    | *ʔa- ‘ele’ |                     |
| arara      | ara                   | *ereʔ      |                     |
| cesta      | wɯː                   | *wɯp       |                     |
| chuva      | *maː (Proto-Yanomami) |            | bãʔ                 |
| dia        | wakara                | *waɡ       |                     |
| irmã maior | ami                   |            | amiʔ                |
| mãe        | na                    | *naʔ       |                     |
| montanha   | heɸu                  |            | he ‘montanha/pedra’ |